# Месена (митология)
Месена (на старогръцки: Μεσσήνη, Messene) в гръцката митология е дъщеря на Триоп цар на Аргос. Тя се омъжва за Поликаон, по-малкият син на цар Лелекс от Спарта.
Понеже Поликаон не може да има претенции за спартанския трон, Месена го накарва да си търси свое царство. Те събират свита в Аргос и Спарта и отиват в Месения, която получава нейното име. Там те основават множество градове, между тях Андания, която правят своя резиденция. Месена въвежда там елевзинските мистерии. Заедно с Поликаон тя въвежда и култа на Зевс на планината Итоми.
Месена е почитана в Месения като основателка, след като цар Главк основава за нея Heros – култ. Тя е показвана на монети на град Месена. Според Павзаний в този град за нея построяват храм, в който стояло нейното култово изображение от злато и пароски мрамор.